# Ubérisation
Cet article possède un paronyme, voir Upérisation.
L'ubérisation (mot créé d'après le nom de l'entreprise Uber), ou la plateformisation, est un phénomène récent dans le domaine de l'économie consistant en l'utilisation de services permettant aux professionnels et aux clients de se mettre en contact direct, de manière quasi instantanée, grâce à l'utilisation d'une plateforme numérique.
Malgré la médiatisation de leur activité, « les travailleurs indépendants ayant recours à une plateforme numérique pour l’exercice de leur activité représentent une part infime (de l’ordre de 1 %) de la population active occupée. Parmi eux, une part importante exerce une autre activité professionnelle ou suit des études. Le travail via une plateforme est donc souvent une activité complémentaire. Cette nouvelle forme de travail indépendant est toutefois en croissance, bien que le nombre des travailleurs concernés soit difficile à mesurer ».
Les moyens techniques permettant l'ubérisation sont la généralisation du haut débit, de l'internet mobile, des smartphones et de la géolocalisation.
Ce modèle d'organisation du travail repose sur le travail à la tâche et s'oppose de fait à celui reconnu depuis des générations, et particulièrement depuis les Trente Glorieuses, c'est-à-dire le monde fixe et réglementé du salariat.
L'ubérisation s'inscrit de manière plus large dans le cadre d'une branche intégrée au marché de l'économie à la tâche.

## Définition

### Émergence de la notion
Le terme « ubérisation » est un néologisme, popularisé en francophonie par Maurice Lévy après un entretien accordé au Financial Times en décembre 2014. Le terme provient de l'entreprise Uber qui a généralisé à l'échelle planétaire un service de voiture de tourisme avec chauffeur entrant directement en concurrence avec les taxis. Les caractéristiques de ce service sont en premier lieu les gains financiers importants liés à l'évitement des contraintes réglementaires et législatives de la concurrence classique (l'acquisition d'une licence de taxi dans le cadre d'Uber), mais aussi la quasi-instantanéité, la mutualisation de ressources et la faible part d'infrastructure lourde (bureaux, services supports, etc.) dans le coût du service, ainsi que la maîtrise des outils numériques.
Le terme « ubérisation » fait son apparition dans le dictionnaire Le Petit Larousse 2017, qui le définit comme : la "remise en cause du modèle économique d’une entreprise ou d’un secteur d’activité par l’arrivée d’un nouvel acteur proposant les mêmes services à des prix moindres, effectués par des indépendants plutôt que des salariés, le plus souvent via des plates-formes de réservation sur Internet".
Au sujet de l'ubérisation, Guillaume Sarlat explique dans Le Figaro : « L'ubérisation, tout le monde en parle aujourd'hui : tous les business models des grands groupes seraient sur le point d'être disruptés, ubérisés, désintermédiés, commoditisés, en un mot pulvérisés par une multitude de startups beaucoup plus agiles et innovantes ».
Parmi les services cités comme initiant l'ubérisation de l'économie, on cite Airbnb, Booking.com ou Amazon.
Le fonctionnement d'un service ubérisé comprend généralement des éléments communs caractéristiques :
- plateforme numérique de mise en relation entre client et prestataire ;
- réactivité maximisée par la mise en relation immédiate du client et du prestataire, par proximité géographique ;
- paiement du client à la plateforme qui prélève une commission ;
- paiement du prestataire par la plateforme ;
- évaluation croisée du service : le client évalue le service reçu et le prestataire évalue le client.

### Domaines économiques ubérisés
Il est question d'ubérisation dans de nombreux domaines de l'économie. Après les domaines pionniers de l'hôtellerie (Airbnb, Booking.com) et des transports de personnes (Uber, Blablacar, Drivy), c'est par exemple le cas des petits travaux de rénovation et du dépannage ou du « service à la personne ». Plus récemment en France, l’ubérisation s’est largement développée pour toucher les services de livraison avec notamment des applications comme Ubereats ou encore Deliveroo. On cite même la lutte antiterroriste pour des actions de type hackathon ou « incubateur à but non lucratif ». Dans le domaine de la photographie, Meero a aussi adopté ce modèle. L'ubérisation est un phénomène prenant tellement d'importance qu'il commence même à toucher les secteurs économiques les plus traditionnels, et réputés intouchables, comme le secteur du droit, où certaines plateformes comme Cma-Justice proposent la mise en relation entre avocats et justiciables ; dans le secteur des médias, les initiatives de Facebook ou d'abonnement multi-canal sont également perçues comme des évolutions vers une « ubérisation » du secteur.
L'ubérisation est réputée pour toucher de plus en plus de domaines de l'économie, par exemple la rénovation énergétique des bâtiments. À titre d'exemple, un rapport établi par l'association La Fabrique écologique cite le cas de Google qui, ayant racheté le fabricant d'outils domotiques intelligents Nest Labs, est en mesure dans un premier temps d'établir un diagnostic de performance énergétique fonction de l'usage, et grâce aux mégadonnées croisant ces informations avec les conditions climatiques ou le potentiel photovoltaïque du site, d'évaluer les besoins de travaux nécessaires à une amélioration de la performance énergétique du bâtiment ; il cite également les initiatives d'Elon Musk, proposant des solutions de stockage d'énergie domestique en crédit-bail. Il considère l'ubérisation comme une « menace », et propose des solutions alternatives, inspirées du programme néerlandais EnergieSprong.
En 2016, selon un rapport de L'IGAS le phénomène des plateformes numériques portant l'ubérisation reste encore marginal, le nombre de travailleurs concernés en France est d'environ 200 000.

## Statut juridique
L’apparition des plateformes numériques de mise en relation offre une perspective nouvelle sur la question de la frontière entre salariat et travail indépendant. En 2020, le législateur n'a pas tranché cette question. Les juges qui ont été saisis sur le sujet recherchent les indices permettant de déterminer l’existence d’un lien de subordination constitutif d’une relation salariée.
Depuis un arrêt de 1996 dit “Société Générale”, la Cour de cassation a considéré que la subordination relève d’un triple pouvoir : le pouvoir de direction, le pouvoir de contrôle, le pouvoir de sanction . Plusieurs décisions récentes tendent vers la requalification en contrats de travail. La Cour de cassation, a ainsi à deux reprises, dans les arrêts « Take eat easy » et « Uber », considéré qu’existait un lien de subordination entre les travailleurs et les deux plateformes concernées. La Haute juridiction a également requalifié le contrat de partenariat des chauffeurs avec la plateforme Uber en contrat de travail. La juridiction avait le choix entre considérer qu’ils étaient des travailleurs indépendants ou considérer qu’ils étaient salariés, relevant donc d’un contrat de travail.
La Cour de cassation s’est axée sur la relation de travail, concrète et matérielle qui unit les chauffeurs Uber à la plateforme. Elle a décelé un certain nombre d’indices de subordination :
- Les chauffeurs ne connaissent pas la destination du client au moment où ils acceptent la course.
- Les chauffeurs n’ont pas la main sur les tarifs qui sont définis par Uber,
- Le compte du chauffeur est supprimé s’il obtient des notes trop basses.

La Cour de cassation a démontré qu’il y avait un véritable pouvoir de sanction, qui relevait du lien de subordination. Elle a considéré que le chauffeur Uber ne pouvait en aucun cas se constituer sa propre clientèle : il ne peut pas être un travailleur indépendant. Il s’agit d’un travailleur qui est subordonné donc titulaire d’un contrat de travail.
Néanmoins, des décisions postérieures ont remis en question ce raisonnement, laissant la porte ouverte à un statut d’indépendant régulé, organisé pour ces travailleurs. Les juges du fond considèrent désormais que les conditions d’emploi des collaborateurs des plateformes ne sont pas suffisantes pour caractériser le lien de subordination. Ainsi, en 2021, la Cour d’appel de Lyon et la Cour d’appel de Paris ont écarté respectivement le salariat pour les chauffeurs Uber et un coursier de la plateforme Deliveroo.
Le tribunal correctionnel de Paris a condamné, le 19 avril 2022, Deliveroo France pour «travail dissimulé». La présidente du tribunal a expliqué en rendant sa décision « Le tribunal observe que la question n’est pas celle de savoir si le statut de travailleur indépendant est, ou pas, un statut juridique satisfaisant, mais de constater qu’en l’espèce il s’est agi pour Deliveroo d’un habillage juridique fictif ne correspondant pas à la réalité de l’exercice professionnel des livreurs ».

## Conséquences économiques
L’ubérisation de l'économie est sujette à controverses. En effet, beaucoup de compagnies sont montées en flèche grâce à cette nouvelle forme d’économie et ont presque entièrement remplacé les entreprises traditionnellement présentes sur le marché. Par exemple, Uber a rencontré beaucoup de problèmes après que les compagnies traditionnelles de taxi ont perdu une grande partie de leur clientèle. Notamment, le service d'Uber n'est plus disponible dans plusieurs pays dont l'Australie (Territoire du Nord), la Bulgarie, l'Italie. Ceci est dû en général au fait que ces pays considèrent que la compagnie réalise une compétition déloyale avec les services de taxis. Certaines lois ont par ailleurs été créées pour interdire son implantation. Le New York Magazine a écrit que le succès de l'économie collaborative repose surtout sur le fait que l'économie réelle était en grande difficulté. Selon le magazine, l'état actuel du marché du travail a permis le succès de l'ubérisation de l'économie : beaucoup tentent d'arrondir leurs fins de mois de façon créative. Ces personnes rejoignent l'économie collaborative après avoir perdu leur emploi à plein temps ou parce que la rémunération y est plus profitable (par exemple : des chauffeurs de taxis travaillent maintenant pour Lyft ou Uber).
Les principales conséquences sont de deux ordres :
- pour le client : un service à faible coût, ou de coût identique à meilleure qualité, simplicité d'accès au service et instantanéité, environnement de confiance (paiement, avis des utilisateurs, etc.)
- pour le professionnel : statut de travailleur indépendant et notamment avec le régime simplifié du micro-entrepreneur (anciennement auto-entrepreneur). Le droit du travail ne s'applique donc pas avec tout ce qu'il entraîne au niveau de la protection sociale ou des congés payés. Le service est effectué par des travailleurs indépendants par l'intermédiaire d'une Plateforme numérique (place de marché). Il existe différents types de travailleurs indépendants des plateformes dont notamment les travailleurs de plateforme de mobilité et de livraison. [voir travailleurs des plateformes]. Il ne s'agit donc pas d'une relation employeur / employé mais d'une relation client / fournisseur. Le professionnel doit donc gérer lui-même ses affiliations aux régimes de protection sociale et de prévoyance ainsi que les questions fiscales (TVA, impôts…) et de réglementation.

L'ubérisation de l'économie entraîne d'une part une individualisation de l'activité, d'autre part la pluriactivité (fait d'avoir plusieurs activités, ou un emploi salarié et un autre indépendant). Ce phénomène recèle plusieurs avantages et limites :
- Avantages : meilleur accès au travail, revenus supplémentaires (pouvant être significatifs), diminution du risque en multipliant les donneurs d’ordre, souplesse dans l’organisation du temps de travail, travail autonome et varié, acquisition de nouvelles compétences, possibilités accrues de reconversion, diversification de l’activité habituelle, contribution à une réflexion accrue sur la pertinence éventuelle d'instaurer un revenu minimal universel.
- Limites : Stress, violences familiales, effacement de la limite entre vie professionnelle et vie personnelle, revenus plus précaires que pour les salariés, notamment en cas de maladie ou de changement de politique tarifaire de la plateforme, difficulté d’accès aux prêts et au logement en l'absence de revenus stables, risque économique, moindre opportunité d’accès à la formation, précarisation de l'activité et suppression de la protection historique du code du travail. La non application de la législation du travail nécessite de réinventer d’autres formes de protection sociale.

D'après l'Observatoire de l'ubérisation créé en 2015 par Grégoire Leclercq et Denis Jacquet pour analyser ce phénomène, il faut aussi prendre en compte les enjeux sociaux (financement du modèle social), juridiques (requalification en contrat de travail), fiscaux (les plateformes sont nombreuses à ne pas se soumettre à l'impôt sur le territoire national) et économiques (les acteurs traditionnels sont bousculés par ces modèles et les appréhendent). En effet, les flux financiers induits par les services ubérisés transitent fréquemment à l'étranger, donc à l'abri des prélèvements sociaux du pays où se font effectivement les prestations. Ces limites et bien d'autres justifient que l'entrepreneur et penseur Bruno Teboul, par ailleurs cofondateur et membre de l'Observatoire de l'ubérisation, décrive l'ubérisation comme un processus de « disruption destructrice », en particulier dans son ouvrage Uberisation = Économie déchirée ?.
Rapporteur en 2021 d'une mission d'information sénatoriale sur le sujet, le sénateur PCF Pascal Savoldelli pointe du doigt un système de « retour au travail à la tache » qui ne laisse qu'une autonomie illusoire à des travailleurs par ailleurs peu protégés et sans visibilité sur leur situation et leurs revenus. Il souligne également un système qui isole les travailleurs et « change les relations au travail » avec le rôle prépondérant pris par des algorithmes opaques et dépersonnalisants. Est enfin relevé que les plateformes échappent à la fiscalité, au détriment du financement du modèle social français. Le rapport de la mission d’information sénatoriale, « Ubérisation de la société : quel impact des plates-formes numériques sur les métiers et l’emploi ? », ouvre plusieurs chantiers de régulation, tout en évitant celui du salariat, un statut dont le gouvernement ne veut pas pour les travailleurs à la tache des plateformes de services. Il préconise un dialogue social sectoriel et par plate-forme,. Des élections professionnelles pourront avoir lieu début 2022 pour les chauffeurs de  VTC et  livreurs des plateformes en parallèle, il est créé l'Autorité des relations sociales des plateformes d'emploi (Arpe),.

## Conséquences en matière de protection sociale
Le statut d’indépendant prive les travailleurs des plateformes de mobilité et de livraison, du type Uber Eats, de l’application des règles qui découlent du droit du travail. Néanmoins, le statut d’indépendant entraîne l’application de règles différentes en ce qui concerne leur protection sociale. Le régime de la protection sociale qui s’applique aux salariés disposant d’un contrat de travail est généralement plus favorable et plus protecteur.
Le travailleur indépendant des plateformes ne dispose pas des mêmes garanties que le salarié. Les travailleurs indépendants et les travailleurs salariés sont, depuis le 1er janvier 2020, tous deux affiliés au régime général de la sécurité sociale et bénéficient de la même couverture santé et familiale. Il existe tout de même des différences dues au niveau de certains avantages sociaux dont dispose le travailleur salarié du fait de son statut.
Les différences qui impactent le plus la protection sociale des travailleurs indépendants des plateformes se retrouvent surtout au niveau de l’assurance vieillesse, de l’assurance chômage et de la couverture en cas d’accident du travail. Même s'ils disposent d’une protection sociale, celle-ci est incomplète.
En effet, certains droits acquis sont plus faibles voire inexistants du fait de l’absence d’obligation de souscrire à certaines protections. C’est le cas notamment de la protection contre les accidents du travail qui nécessite la souscription à une assurance volontaire. La Commission des affaires sociales du Sénat sur les travailleurs des plateformes de 2020 dénote notamment un risque d’inégalités du fait des différents types de plateforme qui hébergent ces travailleurs et qui influencent l’acquisition des droits sociaux.
Or, dans le cas des travailleurs des plateformes, un écart entre les rémunérations peut facilement être atteint dès lors que leur activité, la fixation des prix ou encore le volume horaire de travail peuvent rapidement varier d’un travailleur et d’une plateforme à l’autre. Il existe effectivement une distinction entre les différents types de travailleurs indépendants des plateformes.
Certains, considérés comme hautement qualifiés, bénéficient d’un statut plus avantageux et de conditions de travail plus favorables. Ces travailleurs sont notamment ceux présents sur les plateformes qui se bornent uniquement à la de mise en relation, sans aucune subordination de la plateforme. A l’inverse, les travailleurs présents sur les plateformes dite de « mobilité » ou celles proposant des services de micro-travail qui ne demandent pas de grandes qualifications regroupent une catégorie de travailleurs indépendants plus précaire et dont la relation “plateforme / travailleur” pose plus de difficultés.
De manière générale, s’agissant des travailleurs des plateformes de mobilité et de livraison, un courant de réflexion concernant leur protection sociale se fait de plus en plus ressentir. La tendance est donc à la fois au rapprochement des régimes de protection sociale entre travailleur salarié et travailleur indépendant mais également à la réflexion concernant l’encadrement des plateformes numériques telles que Uber ou encore Deliveroo.

## Conséquences en matière de santé et sécurité au travail
Le modèle économique et l'organisation de des entreprises portant l'ubérisation échappe largement au cadre réglementaire et assurantiel incitant à la prévention des risques professionnels. Les règles de tarification des accidents du travail/maladies professionnelles (AT/MP) ou le régime de la responsabilité du chef d'entreprise n'ont plus de portée lorsque le travail est effectué par des indépendants prestataires et non plus par des salariés. Le développement important d'emplois « uberisés » implique des risques spécifiques pour ces travailleurs. Le statut des travailleurs indépendants ne leur permet pas de pouvoir se regrouper entre eux afin de négocier leurs avantages, conditions de travail et droits fondamentaux.
Ces nouvelles formes d’emploi et d’organisation du travail posent donc la question de l'impact sur la santé et la sécurité de ces travailleurs. Lors d’un exercice de prospective conduit en 2017, Institut national de recherche et de sécurité pour la prévention des accidents du travail et des maladies professionnelles (INRS) et ses partenaires ont mis en évidence un certain nombre de points de vigilance. Une de leurs études en 2018 atteste que les travailleurs français œuvrant auprès de plateformes de services comme Uber encourent davantage de risques pour leur santé, particulièrement psychosociaux (liés à l'intensification du travail, à la faible autonomie, à l’insécurité des situations de travail ou encore de la désocialisation), par rapport aux autres travailleurs salariés,. En outre, un rapport de l'IGAS souligne, pour les VTC, une exposition potentiellement importante aux risques professionnels, des conditions de travail dégradées, un état de santé insatisfaisant et une sur-sinistralité probable. Les travailleurs de la Gig Economy (mi-temps, contrat à durée indéterminée, auto-entrepreneuriat) se trouvent confrontés à des facteurs de risques. De fait, ils ne bénéficient pas de formation adéquate, et par exemple pour les VTC ou la livraison, ils ont un modèle de rémunération qui presse le conducteur attaché à une plateforme à aller plus vite, et les mènent à travailler même malades. Ils font également face à l'absence de supervision des conditions de sécurité du véhicule ou encore l'absence d'équipement de protection.
L’organisation des plateformes et leurs modes de fonctionnement rendent complexe la mise en œuvre des principes de prévention et notamment l’évaluation et la suppression des risques. A terme, le besoin de fidéliser les indépendants les plus compétents pourrait amener les plateformes à proposer des mesures de prévention, par le biais de la formation, en déployant des standards de sécurité, ou en prônant l’usage d’équipement plus sûr
Pour illustrer ces conditions de travail, en 2019 «trois chauffeurs, qui travaillaient dix à quinze heures par jour selon leurs épouses, sont morts subitement en rentrant chez eux», explique le secrétaire général de l’Intersyndicale nationale VTC (INV), alertant l’inspection du travail sur les problèmes de pénibilité et de santé au travail et sur l’existence de travail dissimulé.
Face à ces difficultés, dans le rapport final de la Commission mondiale sur l’avenir du travail « Travailler pour bâtir un avenir meilleur », l'Organisation internationale du travail appelle pour son centenaire à réguler l'ubérisation du travail : « l'élaboration d'un système de gouvernance internationale pour les plateformes de travail numériques qui établisse un socle de droits et protections et impose aux plateformes (et à leurs clients) de les respecter ». La Commission souhaite également réguler « l'utilisation des données et la responsabilité dans l'emploi des algorithmes dans le monde du travail. Les entreprises doivent s'assurer qu'elles ont des politiques en matière de transparence et de protection des données afin que les travailleurs sachent ce qui est tracé. Ils devraient être informés de tout contrôle réalisé sur le lieu de travail, et des limites devraient être imposées à la collecte des données susceptibles d'entraîner une discrimination, comme l'affiliation syndicale ».
Face à cette absence de règles normatives pour assurer la protection et la santé de ces travailleurs, la législation pourrait pousser ces plateformes à considérer les travailleurs de ces plateformes comme des travailleurs normaux.

## Dimension internationale
Le développement de l’ubérisation et la question du statut juridique du travailleur au regard du droit social est une question qui ne concerne pas seulement le droit social français. Le phénomène de l'ubérisation s’intensifie en Europe et dans le monde.
Les rapports juridiques entre employeurs et salariés sont une question centrale en droit social. Pourtant, la Cour de Justice de l’Union Européenne (CJUE) ne s’est pas prononcée sur ce point.
En effet, cette question ne relève pas de sa compétence, et doit donc être examinée par chaque État membre en application de sa législation interne. Toutefois, l’Avocat général de la CJUE, Maître Szpunar a fourni une réflexion autour de la fonction d’Uber dans son modèle d’affaires, en analysant son rôle vis-à-vis des clients et des chauffeurs. Cette analyse fonctionnelle d’Uber met en lumière l’exercice de véritables fonctions d’employeur : « Dans ses observations écrites, Uber prétend se limiter uniquement à lier l’offre (de transport urbain) à la demande. Je pense cependant que c’est une vision réductrice de son rôle. En réalité, Uber fait beaucoup plus que lier l’offre à la demande : il a lui-même créé cette offre. Il en réglemente également les caractéristiques essentielles et en organise le fonctionnement ».
Le 9 décembre 2021, la commission Européenne dévoile un projet de directive contenant différentes mesures “visant à renforcer les droits des travailleurs des plateformes numériques comme Uber, Deliveroo ou Bolt”. Ce projet de directive repose “sur trois piliers principaux : une présomption légale et réfragable de salariat, une meilleure transparence de fonctionnement des algorithmes et un contrôle des effets de ces algorithmes”. Ce projet de directive se fonde sur des critères objectifs permettant de considérer la plateforme comme présumée employeur tels que la plateforme fixe la rémunération, supervise à distance les prestations, impose les horaires et interdit de refuser les missions, impose le port d’uniforme ou encore interdise à ses travailleurs de travailler pour d’autres entreprises. Ainsi dès lors qu’au moins 2 des critères sont remplis, le droit du travail s’applique.
L’Espagne, l’Italie, le Royaume-Uni, la Californie, les Pays-Bas ont opté pour le statut de salarié des travailleurs des plates-formes, chauffeurs VTC et livreurs. Une résolution du Parlement européen du 16 septembre 2021 préconise « une présomption de salariat » pour ces travailleurs.
En Italie, le parquet de Milan condamne des plateformes de livraison à domicile pour mauvaise qualification des contrats de travail conclus avec les livreurs. Le parquet de Milan estime “qu’il ne s’agit pas d’une prestation autonome et occasionnelle mais d’une prestation de type coordonné et continu”. La justice italienne considère que les travailleurs des plateformes sont des salariés et par conséquent une requalification de leur contrat doit être envisagée en contrat de travail.
Au Royaume-Uni, dans une décision du 19 février 2021, la Cour suprême considère que les travailleurs des plateformes n’étaient pas des travailleurs indépendants mais seulement des travailleurs. Il s’agit malgré tout d’un statut particulier. Au sein du droit britannique se trouvent 3 statuts d’emploi : le salarié, le travailleur et l’indépendant. Les travailleurs sont ainsi “un statut intermédiaire dans lequel les travailleurs n’ont pas de contrat de travail mais sont subordonnés à l’employeur par une autre forme de contrat”. Ainsi le fait de reconnaître aux travailleurs des plateformes, le statut de travailleur leur permettent d’obtenir un salaire minimum et de bénéficier de congés payés ainsi qu’une protection contre les discriminations.
La justice sociale espagnole, dans un arrêt du 25 septembre 2020, oblige à la requalification de la relation de travail en contrat de travail entre les coursiers et les plateformes. Le tribunal suprême se fonde sur les éléments de dépendance, de salariat et des modalités de rémunération. Ces derniers ont le statut de salariés. Ce changement de statut n’est pas sans conséquence puisque la plateforme Deliveroo a décidé de quitter le marché Espagnol.
Aux Etats-Unis, en Californie une loi a été ratifiée afin d’obliger à requalifier en janvier 2020 en salariés les travailleurs indépendants. Cette loi du 3 décembre 2018 permet de renforcer la présomption de salariat qui profite à toute personne effectuant une prestation de service contre rémunération.
Selon la justice brésilienne, les chauffeurs des plateformes numériques sont considérés comme des travailleurs indépendants. La relation de travail est parfois informelle ou alors elle se fonde sur des contrats de prestation de service. Les différents tribunaux du pays et notamment le tribunal supérieur brésilien du travail ont rendu depuis d’autres décisions en ce sens afin de consacrer une jurisprudence et un positionnement constant sur ce point.
Ainsi, il existe différentes législations en vigueur en Europe et dans le monde. Il n’existe pas de législation unique ou de position commune à l’ensemble des pays sur le statut des travailleurs des plateformes. Il est possible que dans les prochaines années à venir, la relation de travail entre les travailleurs de plateformes et les plateformes tendra vers une relation de travail subordonnée à la conclusion d’un contrat de travail pour l’ensemble des pays Européen et du monde.

### Films
Fiction :
- Sorry We Missed You de Ken Loach aborde l'ubérisation, 101 minutes, 2019.

Documentaires :
- Shift de Pauline Beugnies et Jean Bernard Robillard, 60 minutes,2021.
- Livrer bataille de Maxime Kouvaras, 37 minutes, avril 2022.

#### Vidéos
- [vidéo] « Invisibles, les travailleurs du clic - Version longue (2022) », Henri Poulain (réalisateur), StoryCircus (producteur), Julien Goetz et Antonio Casilli (intervenants) sur france.tv, 11 avril 2022, 87 min (consulté le 28 juillet 2024)